# RTON Przehyba

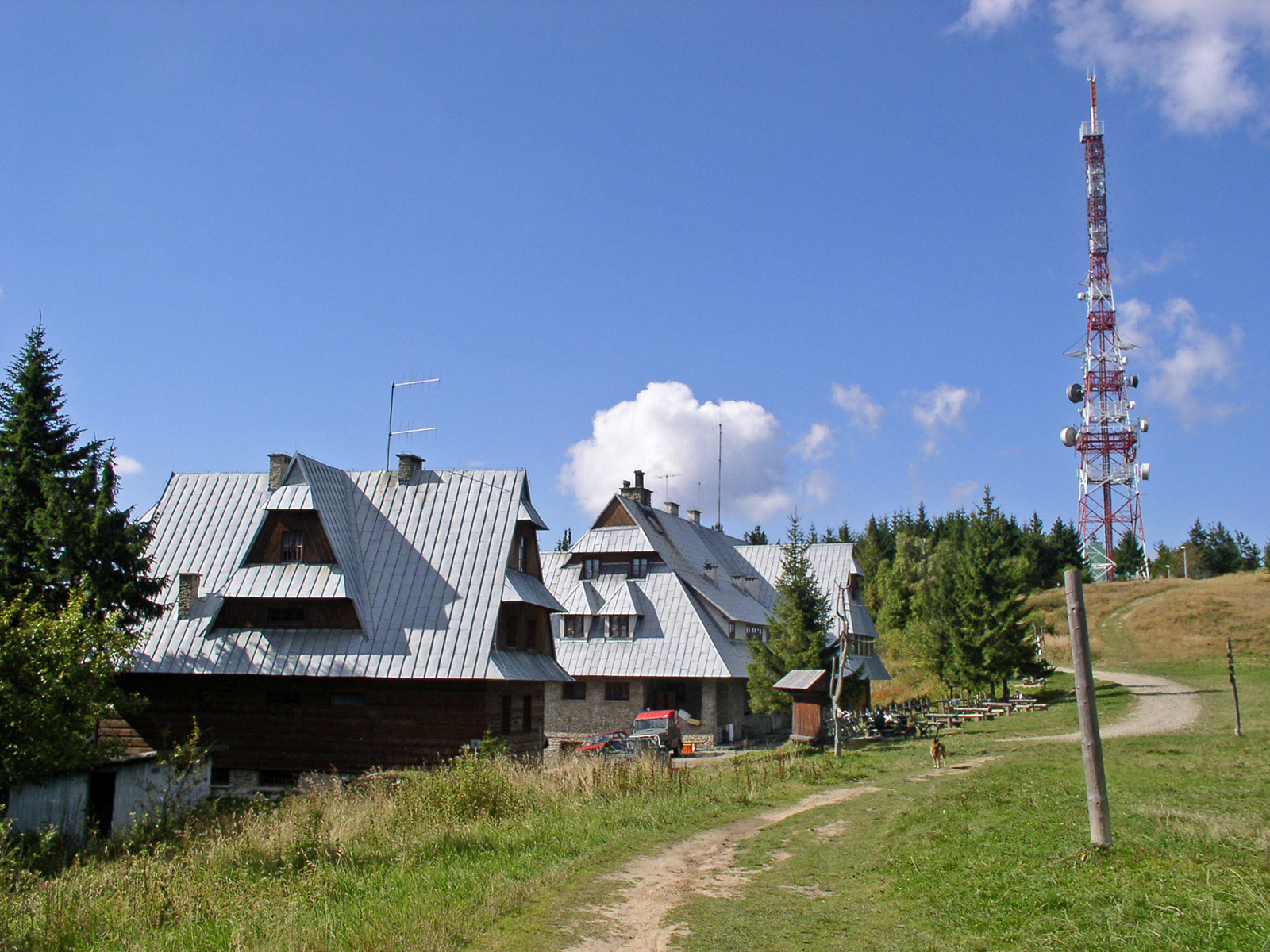
Przehyba – schronisko i stacja przekaźnikowa RTON Przehyba

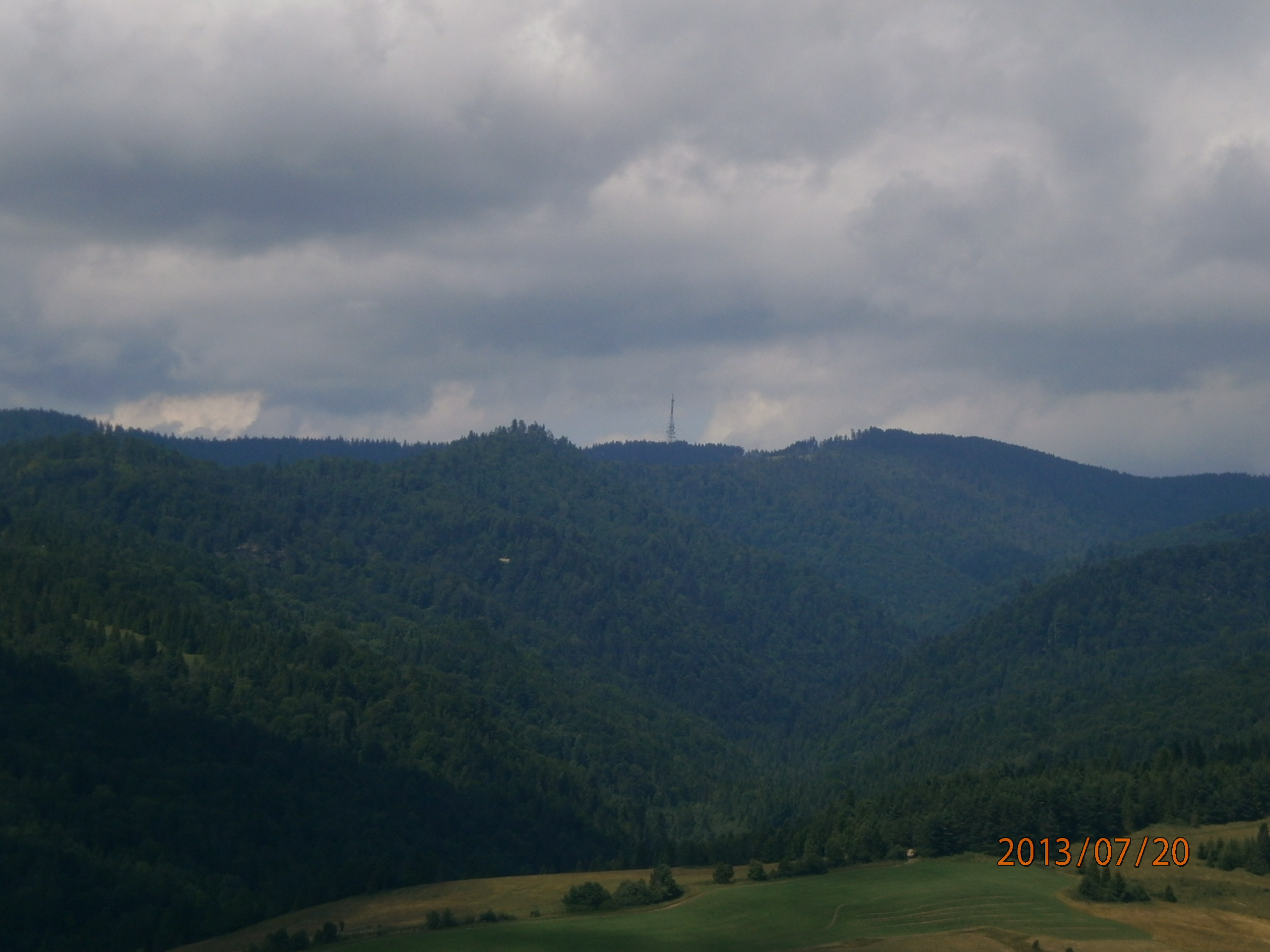
Widok na Przehybę z punktu widokowego w Jaworkach

RTON Przehyba – radiowo-telewizyjny ośrodek nadawczy, z metalową wieżą o wysokości 87 m, zlokalizowany na górze Przehybie w sąsiedztwie Szczawnicy, Starego i Nowego Sącza, 10 km od granicy ze Słowacją.
Obiekt, w związku z usytuowaniem na wysokiej górze, pokrywa sygnałem radiowo-telewizyjnym znaczne obszary na północ (po południowe części województwa świętokrzyskiego) – zasięg w tym kierunku przekracza 100 km pomimo zastosowania tylko średnich mocy na obiekcie. Z powodu ukształtowanie terenu problemy z odbiorem z tego obiektu mogą pojawiać się w niewielkiej odległości od niego (np. w Krynicy-Zdroju lub w Szczawnicy).

## Parametry
- Wysokość posadowienia podpory anteny: 1159 m n.p.m.
- Wysokość zawieszenia systemów antenowych: Radio: 65, TV: 28, 81, 100 m n.p.t.

## Transmitowane programy

### Programy telewizyjne – cyfrowe
| Skład multipleksu | Częstotliwość | Kanał | Moc nadajnika | Polaryzacja | Kompresja |
| ----------------- | ------------- | ----- | ------------- | ----------- | --------- |
| MUX 1             | 666 MHz       | 45    | 20 kW         | pozioma     | MPEG-4    |
| MUX 2             | 594 MHz       | 36    | 20 kW         | pozioma     | MPEG-4    |
| MUX 3             | 578 MHz       | 34    | 22 kW         | pozioma     | MPEG-4    |
| MUX 6             | 666 MHz       | 45    | 22 kW         | pozioma     | MPEG-4    |
| MUX 8             | 191,5 MHz     | 7     | 1,6 kW        | pionowa     | MPEG-4    |

### Programy radiowe
| LP | Program                   | Właściciel                                                           | Częstotliwość | Moc nadajnika | Polaryzacja |
| -- | ------------------------- | -------------------------------------------------------------------- | ------------- | ------------- | ----------- |
| 1  | Polskie Radio Program I   | Polskie Radio S.A.                                                   | 88,0 MHz      | 10 kW         | pozioma     |
| 2  | Polskie Radio Kraków      | Polskie Radio – Regionalna Rozgłośnia w Krakowie "Radio Kraków" S.A. | 90,0 MHz      | 10 kW         | pozioma     |
| 3  | Polskie Radio Program III | Polskie Radio S.A.                                                   | 94,7 MHz      | 5 kW          | pozioma     |
| 4  | Radio Zet                 | Radio Zet Sp. z o.o.                                                 | 97,8 MHz      | 2,5 kW        | pozioma     |
| 5  | RMF FM                    | Radio Muzyka Fakty Sp. z o.o.                                        | 103,2 MHz     | 10 kW         | pozioma     |

### Programy radiowe – cyfrowe
| Skład multipleksu | Częstotliwość | Kanał | Moc nadajnika | Polaryzacja | Kierunkowość | Kompresja |
| --- | ------------- | ----- | ------------- | ----------- | ------------ | --------- |
| TEST DAB+ - RDN Małopolska - RDN Nowy Sącz - Radio Via - Radio Doxa - Radio eM Kielce - OFF Radio Kraków - Radio Profeto - Radio Fiat | 211,648 MHz   | 10B   | 1 kW          | pionowa     | kierunkowa   | AAC       |

## Nienadawane analogowe programy telewizyjne
Programy telewizji analogowej wyłączone 23 kwietnia 2013.
| LP | Program             | Właściciel                               | Częstotliwość | Kanał | Moc nadajnika | Polaryzacja |
| -- | ------------------- | ---------------------------------------- | ------------- | ----- | ------------- | ----------- |
| 1  | TVP Info/TVP Kraków | Telewizja Polska S.A. Oddział w Krakowie | 183,25 MHz    | 7     | 0,50 kW       | pozioma     |
| 2  | TVP2                | Telewizja Polska S.A.                    | 615,25 MHz    | 39    | 30 kW         | pozioma     |
| 3  | TVP1                | Telewizja Polska S.A.                    | 751,25 MHz    | 56    | 30 kW         | pozioma     |
| 4  | Polsat              | Telewizja Polsat Sp. z o.o.              | 767,25 MHz    | 58    | 10 kW         | pozioma     |